# Plan Beeching

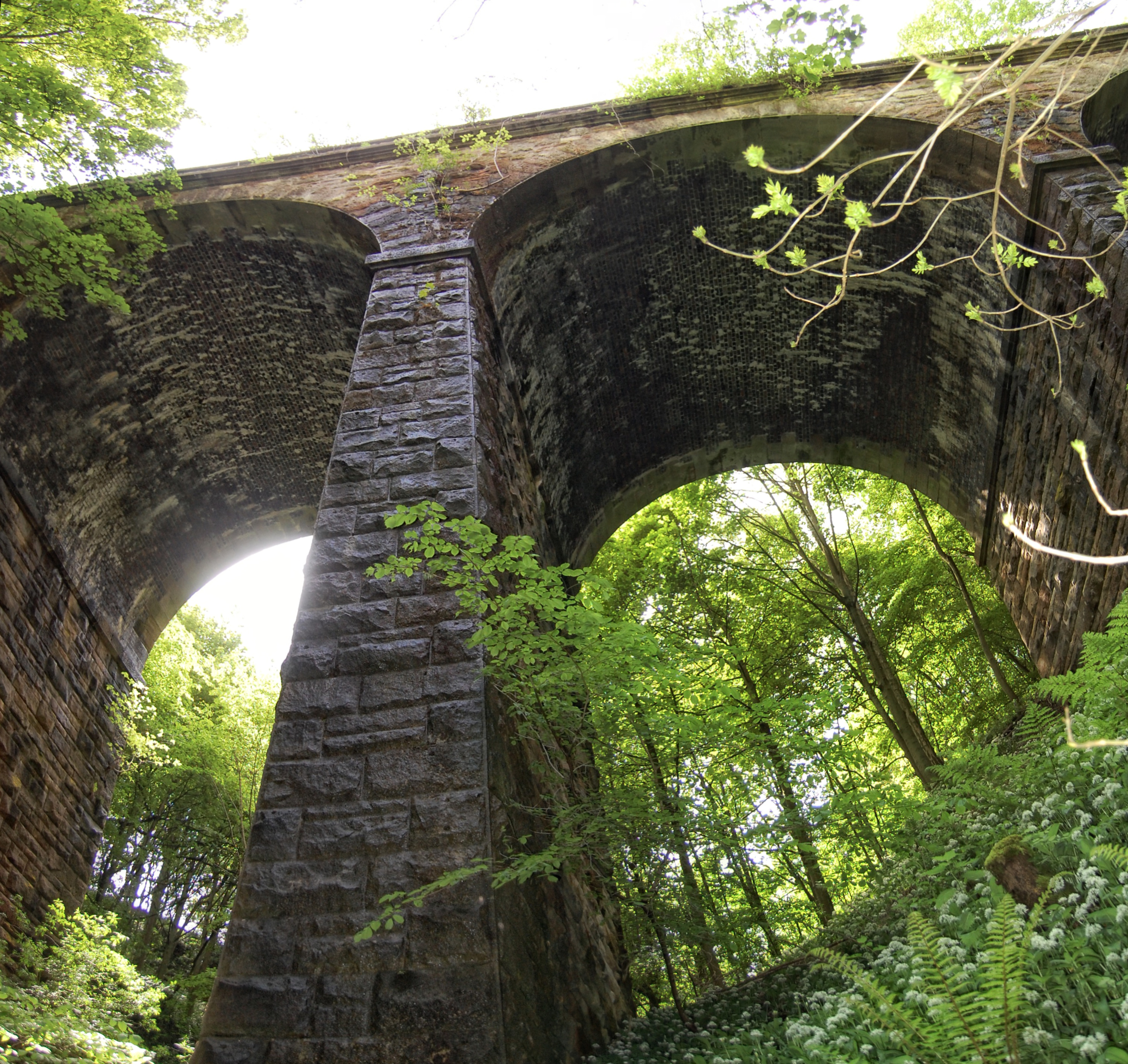
El viaducto a través de Lobb Ghyll en la Línea de Skipton a Ilkley en Yorkshire, construido por el Ferrocarril de Midland en 1888 y cerrado en 1965

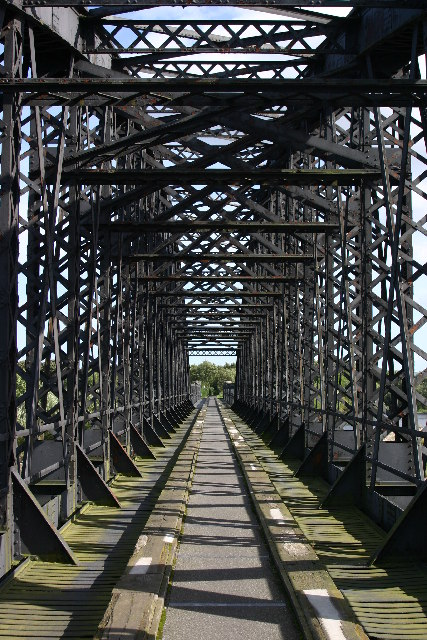
Puente ferroviario del sobre el río Spey, cerrado en 1965 y ahora parte del sendero de la costa de Moray

La clausura de líneas ferroviarias recogida en el Plan Beeching (también conocido en inglés como Beeching Axe o Beeching Plan), estaba enmarcada en una serie de medidas ideadas para aumentar la eficiencia del sistema estatal ferroviario de Gran Bretaña. El plan se concretaba en dos informes: La remodelación de los ferrocarriles británicos (1963) y El desarrollo de las principales rutas troncales ferroviarias (1965), ambos escritos por Richard Beeching y publicados por el consejo de British Railways. Beeching, físico de formación, había desarrollado una brillante carrera que le había llevado al consejo de administración de la empresa líder del sector químico ICI, y cuando aceptó el encargo, estaba a punto de cumplir los 50 años y no había tenido hasta entonces vinculación profesional alguna con el sector ferroviario.
El primer informe identificó 2363 estaciones y 5000 millas (8000 km) de líneas ferroviarias para su cierre, lo que representaba el 55 % de las estaciones y el 30 % de la longitud de vías, así como 67.700 puestos de trabajo en British Rail. Su objetivo era acabar con las grandes pérdidas sufridas durante un período de competencia creciente del transporte por carretera, reduciendo los subsidios necesarios para mantener la red ferroviaria en funcionamiento. El segundo informe identificó un pequeño número de rutas importantes para realizar en ellas una inversión significativa. El informe de 1963 también recomendó algunos cambios menos publicitados, incluido el cambio a la práctica ahora habitual de emplear contenedores en el transporte de mercancías por ferrocarril y el reemplazo de algunos trayectos ferroviarios sustituyéndolos por servicios de autobús integrados, vinculados a las cabeceras de las líneas férreas principales.
Las protestas de las agrupaciones de las zonas afectadas dieron como resultado que se mantuvieran algunas de las estaciones y líneas propuestas para el cierre, pero la mayoría se cancelaron según lo planeado. El nombre de Beeching permanece asociado con el cierre masivo de ferrocarriles y la pérdida de muchos servicios locales en el período posterior a la puesta en práctica del plan. Algunas de estas rutas se han reabierto desde entonces, otros tramos cortos se han conservado como trenes históricos, mientras que bastantes de ellas se han incorporado a la Red Nacional de Senderos Ciclistas o se han reconvertido en carreteras. Desde entonces, muchos de los terrenos liberados se han edificado, han vuelto a ser tierras de cultivo o permanecen abandonados sin planes de reutilización o remodelación. Algunos, como la mayor parte de la red del Midland Metro alrededor de Birmingham y Wolverhampton, se han incorporado desde entonces a líneas del tren ligero.

## Trasfondo

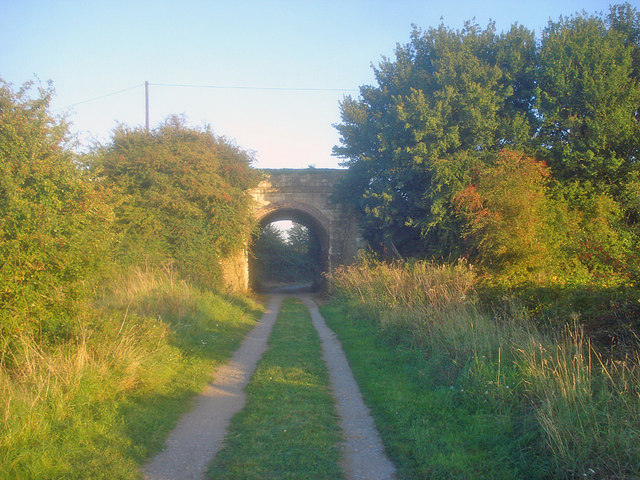
Parte de la antigua Línea de Chippenham y Calne, ahora una vía ciclista

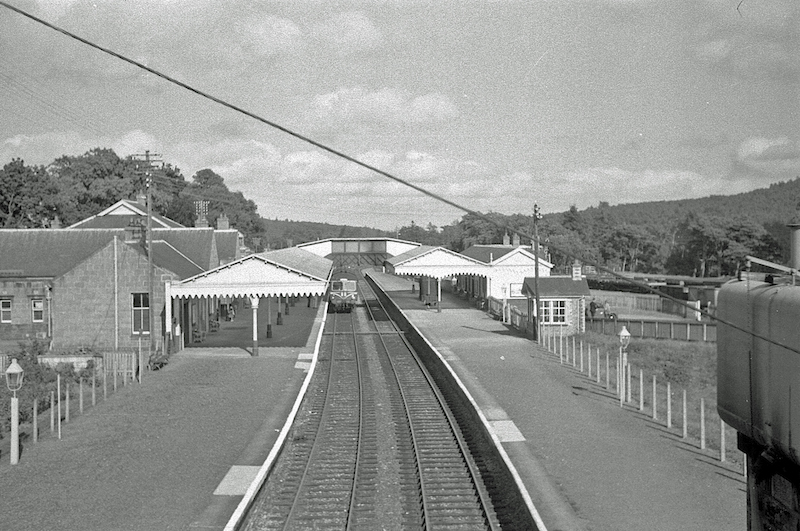
Estación de Banchory en el Ferrocarril de Deeside, Escocia, en 1961. Se cerró en 1966

Después de crecer rápidamente en el siglo XIX durante la fiebre del ferrocarril, el sistema ferroviario británico alcanzó su apogeo en los años inmediatamente anteriores a la Primera Guerra Mundial, con una red de 23 440 millas (37 722,9 km). La red había abierto importantes oportunidades de viaje para todo el país que nunca antes habían estado disponibles. Sin embargo, las líneas a veces no eran rentables y varios miembros del parlamento tenían una participación directa en los ferrocarriles, lo que creaba un conflicto de intereses. En 1909, Winston Churchill, entonces presidente de la Junta de Comercio, argumentó que los ferrocarriles del país no tenían futuro sin ser sometidos a un proceso de racionalización y de fusión. Hacia 1914, los ferrocarriles tenían algunos problemas importantes, como la falta de material rodante estándar y demasiadas rutas duplicadas.
Después de la guerra, los ferrocarriles tuvieron que enfrentarse a una competencia cada vez mayor del creciente transporte por carretera, que había aumentado a 8 millones de toneladas de carga anualmente en 1921. Cerca de 1300 millas (2092,1 km) de las líneas de ferrocarriles de pasajeros cerraron entre 1923 y 1939. Estas clausuras incluyeron el Ferrocarril de Charnwood Forest, cerrado a los pasajeros en 1931, y la Línea de Harborne en Birmingham, cerrada a los pasajeros en 1934. Algunas líneas que nunca habían sido rentables habían mantenido su ya de por sí menguado tráfico en ese período. Los ferrocarriles recuperaron sus antiguos niveles de ocupación durante la Segunda Guerra Mundial, pero al final de la contienda estaban en mal estado y en 1948 se nacionalizaron mediante la creación de British Railways.
El Comité de Ramales de la Comisión de Transporte Británica (BTC) se formó en 1949, con la orden de cerrar los ramales menos utilizados. Esto resultó en la pérdida (o la conversión a la operación de mercancías solamente) de unas 3318 millas (5339,8 km) de ferrocarril entre 1948 y 1962. El cierre más significativo fue el del antiguo Ferrocarril de Midland y de la Gran Conexión del Norte en 1959. En oposición a estos cierres, el período también fue testigo del comienzo de un movimiento de protesta liderado por la Asociación de Desarrollo Ferroviario, cuyo miembro más famoso fue el poeta John Betjeman. Esta asociación pasó a ser una fuerza importante que se resistía a las propuestas de Beeching.
La recuperación económica y el final de racionamiento de petróleo llevaron a un rápido crecimiento en la propiedad y el uso de automóviles. El kilometraje de los vehículos creció a una tasa anual sostenida del 10% entre 1948 y 1964. Por el contrario, el tráfico ferroviario se mantuvo constante durante la década de 1950, pero la situación económica se deterioró constantemente, con costos laborales aumentando más rápido que los ingresos y tarifas y cargos de flete congelados repetidamente por el gobierno para tratar de controlar la inflación. Hacia 1955, la participación de los ferrocarriles en el mercado del transporte se había reducido del 16 % al 5 %.
El Plan de Modernización de 1955 comprometió una inversión de más de 1240 millones de libras. Las locomotoras de vapor serían reemplazadas por máquinas diésel y eléctricas, los niveles de tráfico aumentarían y se pronosticaba que el sistema volvería a tener ganancias en 1962. En cambio, aumentaron las pérdidas, que pasaron de 68 millones de libras en 1960 a 87 millones en 1961, y 104 millones en 1962 (unos 2.36 mil millones de libras esterlinas en términos de 2021). En aquel momento, el BTC ya no podía pagar los intereses de sus préstamos.
En 1961, las pérdidas ascendían a 300.000 libras esterlinas al día. Desde la nacionalización de 1948, se habían cerrado 3000 millas (4828,0 km) de líneas, el número de empleados ferroviarios había caído un 26 %, de 648.000 a 474.000, y el número de vagones de ferrocarril había caído un 29 %, de 1.200.000 a 848.000.

## Los informes de Beeching

### La remodelación de los ferrocarriles británicos(Beeching I)

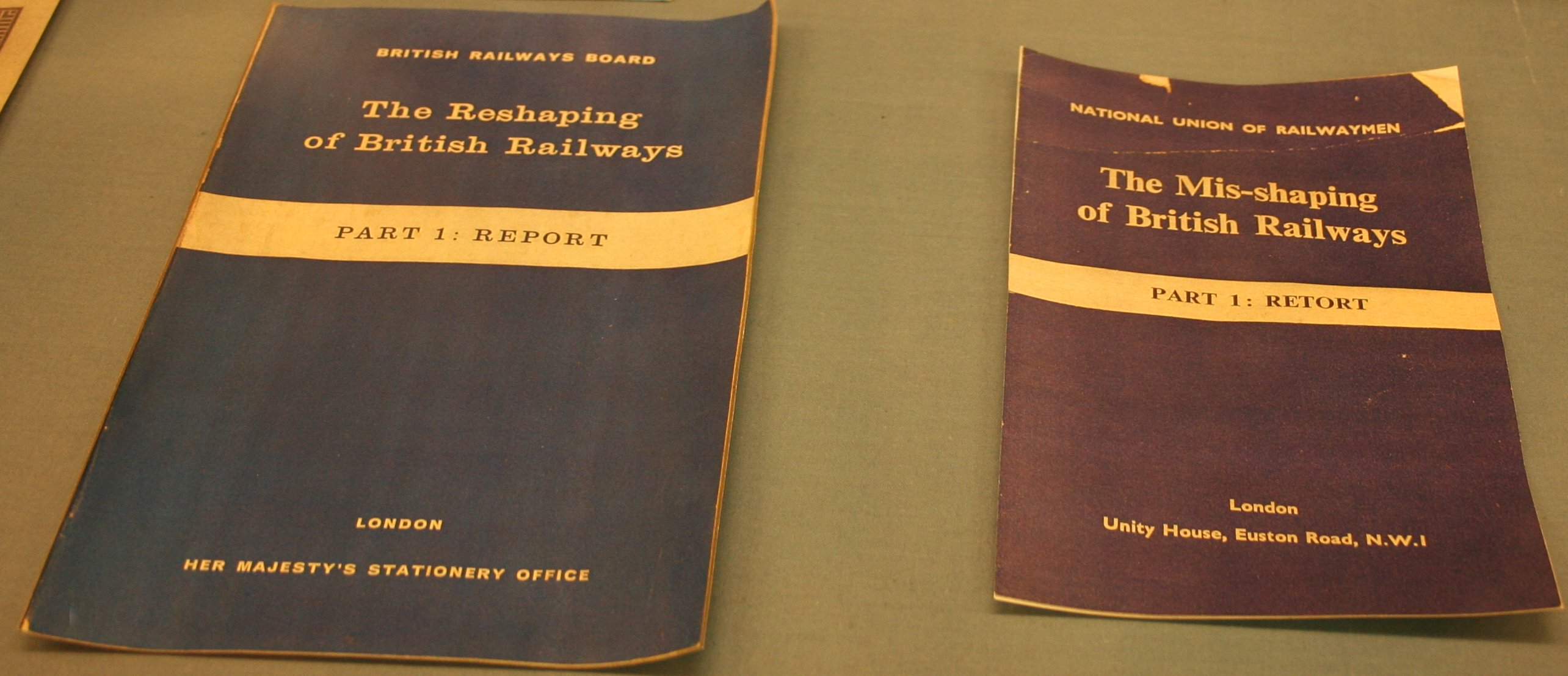
Una copia del informe La remodelación de los ferrocarriles británicos, que se muestra junto al folleto de respuesta del Sindicato Nacional de Ferroviarios

El primer informe de Beeching, titulado La remodelación de los ferrocarriles británicos, se publicó el 27 de marzo de 1963.
El informe comienza citando el resumen realizado por el primer ministro Harold Macmillan en 1960: "Primero, la industria debe tener un tamaño y un patrón adecuados a las condiciones y perspectivas modernas. En particular, el sistema ferroviario debe modelarse para satisfacer las necesidades actuales, y el plan de modernización debe adaptarse a esta nueva forma" y con la premisa de que los ferrocarriles deben funcionar como un negocio rentable.
Beeching primero estudió los flujos de tráfico en todas las líneas para identificar "lo bueno, lo malo y lo indiferente". Su análisis mostraba que las 1.762 estaciones menos utilizadas tenían ingresos anuales por sus pasajeros de menos de 2.500 libras cada una (unas 61 mil libras), que más de la mitad de las 4.300 estaciones abiertas a los pasajeros en 1960 tenían ingresos de menos de 10.000 libras, que el 50% de las estaciones menos utilizadas contribuían solo con el 2 % de los ingresos por pasajeros, y que un tercio de las rutas transportaban tan solo el 1 % de los pasajeros.
A modo de ejemplo, señaló que la línea de Thetford a Swaffham disponía de cinco trenes cada día de la semana en cada sentido, transportando un promedio de nueve pasajeros con solo el 10 % de los costos de operación de la línea cubiertos por las tarifas. Otro ejemplo era la Línea de Gleneagles-Crieff-Comrie que tenía diez trenes al día y cinco pasajeros en promedio, recuperando tan solo el 25 % de los costos. Finalmente, estaba el servicio de Hull a York vía Beverley (utilizando parte de la Línea de la Costa de Yorkshire, que no estaba cerrada, y la Línea de York a Beverley, que sí lo estaba). La línea cubría el 80% de sus costos operativos, pero calculó que se podía cerrar porque había una ruta alternativa, aunque menos directa.
Sobre 18 000 millas (28 968,1 km) de ferrocarril, Beeching recomendó que 6000 millas (9656,0 km), en su mayoría líneas rurales e industriales, se cerraran por completo, y que algunas de las líneas restantes se mantuvieran abiertas solo para mercancías. Un total de 2.363 estaciones se iban a cerrar, incluidas las 435 previamente propuestas, tanto en las líneas que iban a cerrar como en las líneas que iban a permanecer abiertas.
Recomendó que los servicios de carga deberían ser principalmente para productos a granel como minerales y carbón, y que el sistema de carga hiciera uso de los nuevos sistemas de contenedores, en lugar del tráfico de carga con vagones, menos eficiente y más lento. La última recomendación resultaría profética con el surgimiento de transporte intermodal de mercancías en las décadas siguientes.

### El desarrollo de las principales rutas troncales ferroviarias(Beeching II)

Mapa de Gran Bretaña, mostrando las "líneas principales" (remarcadas en negro) identificadas por el informe Beeching II

El 16 de febrero de 1965, Beeching introdujo la segunda etapa de su reorganización de los ferrocarriles. En su informe, El desarrollo de las principales rutas troncales ferroviarias, estableció su conclusión de que de las 7500 millas (12 070,1 km) del ferrocarril troncal, solo 3000 millas (4828,0 km) "deberían seleccionarse para su desarrollo futuro" e invertirse en ellas.
Esta política daría como resultado que el tráfico se enrutase en nueve líneas. El tráfico a Coventry, Birmingham, Mánchester, Liverpool y Escocia se enrutaría a través de la Línea Principal de la Costa Oeste a Carlisle y Glasgow; el tráfico hacia el noreste de Inglaterra se concentraría a través de la Línea Principal de la Costa Este, que se cerraría al norte de Newcastle; y el tráfico a Gales y al West Country se canalizaría por la Línea Principal del Great Western hacia Swansea y Plymouth.
La base de las propuestas de Beeching era su creencia de que había demasiadas duplicidades en la red ferroviaria: "La elección real es entre un sistema excesivo y cada vez más antieconómico, con la correspondiente tendencia de los ferrocarriles en su conjunto a caer en el desprestigio y la decadencia, o el desarrollo selectivo y la utilización intensiva de un sistema de rutas troncales más limitado". De las 7500 millas (12 070,1 km) de la ruta troncal, 3700 millas (5954,6 km) suponían una elección entre dos rutas, 700 millas (1126,5 km) una elección entre tres, y en otras 700 millas (1126,5 km) la elección era entre cuatro. En Escocia, solo se seleccionaron para su desarrollo las rutas Central Belt y las líneas a través de Fife y Perth a Aberdeen, y no se seleccionó ninguna en Gales, aparte de la Línea Principal del Great Western hasta Swansea.
La adscripción de Beeching a la tarea de redactar el informe terminó a principios de junio de 1965, después de que fracasara el intento de Harold Wilson de lograr que se produjera un plan de transporte. Es un tema de debate si Beeching se fue por acuerdo mutuo con el gobierno o si fue despedido. Frank Cousins, el ministro de Tecnología laborista, manifestó en la Cámara de los Comunes en noviembre de 1965 que Beeching había sido despedido por Tom Fraser, entonces Ministro de Transporte. Beeching negó este extremo, y señaló que había renunciado anticipadamente a la comisión cuando se había dado cuenta de que no tenía tiempo suficiente para realizar un estudio de transporte en profundidad antes del final formal de su adscripción.

## Los cierres

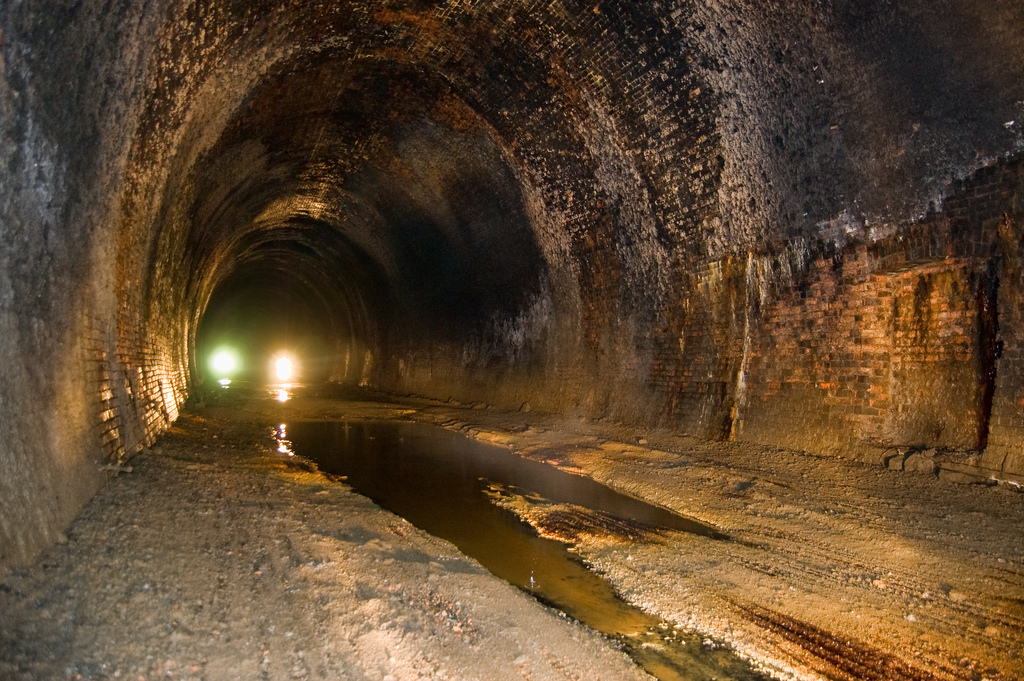
El túnel de Prospect se encontraba en la Línea de Harrogate a Church Fenton, uno de los primeros tramos en cerrarse

El primer informe fue aceptado por el gobierno laborista de turno, pero numerosos de los cierres que recomendó provocaron protestas de las comunidades que perderían sus trenes, muchas de las cuales (especialmente las comunidades rurales) no tenían otro transporte público. El gobierno argumentó que los autobuses podrían brindar muchos servicios de manera más efectiva.
Los cierres, que habían estado afectando a entre 150 y 300 millas (241,4 y 482,8 km) de línea por año entre 1950 y 1961, alcanzaron su punto máximo en 1000 millas (1609,3 km) en 1964 y prácticamente se detuvieron a principios de la década de 1970. Uno de los últimos cierres importantes fue el de la Ruta de The Waverley de 98 millas de largo (158 km) entre Carlisle, Hawick y Edimburgo en 1969, aunque en 2006 se aprobó la reapertura de un tramo de 35 millas (56,3 km) de esta línea, y el servicio de pasajeros se reanudó en septiembre de 2015.
Los centros vacacionales y costeros se vieron gravemente afectados por los cierres. El informe recomendaba cerrar casi todos los servicios hacia las costas del norte de Devon, Cornualles y East Anglia, además de Norwich a Great Yarmouth. Se recomendó el cierre de todos los servicios en la isla de Wight, al igual que todos los ramales hacia el Parque nacional del Distrito de los Lagos. Uno de los cierres más significativos fue el de la Línea Principal Gran Central desde Londres-Marylebone a Leicester y Sheffield.
No se llevaron a cabo todos los cierres recomendados. Las líneas indultadas incluyeron:
- Las líneas a través de las Tierras Altas de Escocia, como la Línea Far North, se mantuvieron abiertas, en parte debido a la presión del poderoso grupo de presión de las Tierras Altas.[2]
- Se decía que el la Línea Central de Gales se mantuvo abierta porque pasaba por tantos lugares marginales que nadie se atrevió a cerrarla.[2][7]
- La Línea de Tamar Valley en Devon y Cornualles se mantuvo abierta porque las carreteras locales eran deficientes.
- La Línea de Marshlink entre Ashford y Hastings permaneció abierta debido a problemas para mantener los servicios de autobuses sustitutivos.[24]
- Otras rutas (o partes de rutas) planificadas para el cierre que sobrevivieron incluyen la Línea de Settle-Carlisle, Ipswich-Lowestoft, la Línea de Hope Valley (pero las rutas de la Línea de Woodhead y Bakewell se cerraron), la Línea de Buxton,[25] Ayr-Stranraer, Glasgow-Kilmarnock, Glasgow-Edimburgo vía Shotts, Barrow-Whitehaven, Middlesbrough-Whitby, York-Harrogate, Leeds/Bradford-Ilkley, Nottingham-Lincoln, Boston-Skegness, Birkenhead-Wrexham, Liverpool-Southport (y otras rutas de cercanías de Merseyside), Bury-Mánchester, Leicester-Peterborough, St Erth-St Ives y Ryde-Shanklin.

El Informe Beeching pretendía ser la primera etapa en la contracción de la red ferroviaria. Como resultado, algunas líneas que no había recomendado cerrar se clausuraron posteriormente, como la Línea de Woodhead entre Mánchester y Sheffield en 1981, después de que disminuyera el tráfico de mercancías (principalmente carbón) del que había dependido. Se racionalizaron muchas líneas supervivientes, incluida la reducción a vía única y la modernización de los sistemas de señalización. La mayor parte de la Línea de Varsity Oxford-Cambridge cerró, a pesar de su ubicación estratégica para dar servicio a Milton Keynes, la "ciudad nueva" más grande de Gran Bretaña. Kinross-shire, y especialmente Fife, sufrieron cierres no planteados en el Informe, incluida la línea principal de Edimburgo a Perth. King's Lynn permaneció en el centro de las rutas hacia Norwich, Hunstanton y Wisbech, todas ellas cerradas.
Con algunas excepciones, después de principios de la década de 1970, las propuestas para cerrar otras líneas se encontraron con una beligerante oposición pública y se archivaron en silencio. Esta oposición probablemente surgió de la experiencia pública de los muchos cierres de líneas durante los cortes a mediados y fines de la década de 1960.

## Análisis crítico

### Enajenaciones de terrenos y estructuras

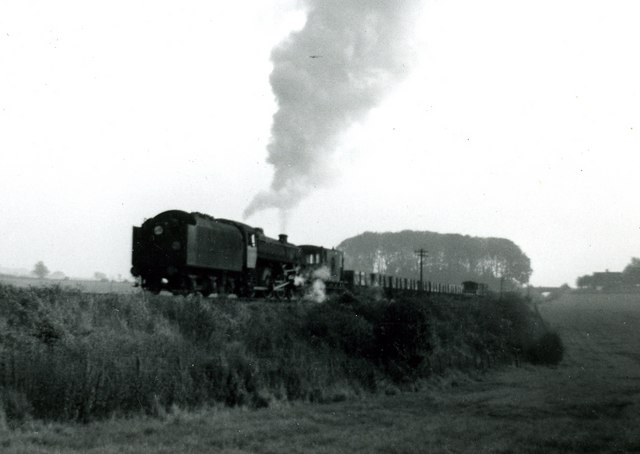
Un tren de demolición durante el desmantelamiento de la Línea de Salisbury y Dorset en 1965

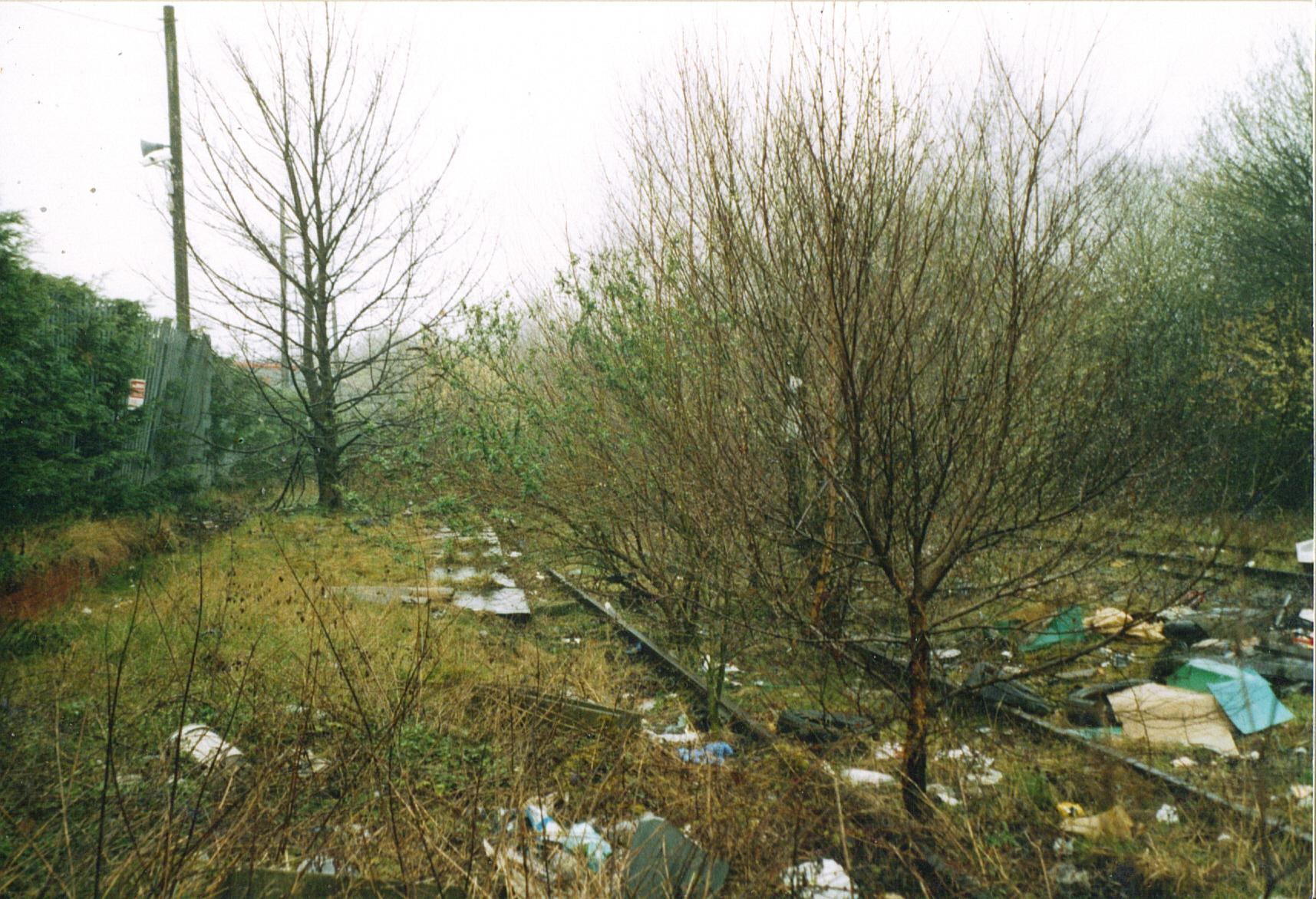
Las estaciones de Wednesbury Town y de South Staffordshire se cerraron en 1965, y en 2003 se encontraban en ruinas

Los informes de Beeching no hicieron recomendaciones sobre la gestión de los terrenos liberados después de los cierres de vías. British Rail siguió una política de enajenación de terrenos que superaban sus necesidades estrictas, eliminándose muchos puentes, desmontes y terraplenes, y los suelos resultantes se vendieron para ser urbanizados. Los edificios de estaciones cerradas en las líneas restantes a menudo se han demolido o vendido para ser utilizados como viviendas o con otros fines. El aumento de la presión sobre el uso del suelo significó que la protección de vías cerradas, como en otros países (como el plan Rail Bank de EE. UU., que conserva los terrenos de las vías férreas para un posible uso futuro) no se consideró práctico. Quedan muchas estructuras redundantes de líneas cerradas, como puentes sobre otras líneas y alcantarillas de drenaje, que a menudo requieren mantenimiento como parte de la infraestructura ferroviaria sin proporcionar ningún beneficio. Los críticos de Beeching argumentan que la falta de recomendaciones sobre el manejo de la propiedad ferroviaria cerrada demuestra el insuficiente alcance del informe. Por otro lado, mantener un ferrocarril en estas rutas, lo que obviamente habría aumentado los costos de mantenimiento, podría no haber generado los ingresos suficientes para justificar ese mayor costo. Dado que la demanda de ferrocarril ha crecido desde la década de 1990, se ha criticado la falta de preservación de las rutas de las líneas cerradas (como la que une Bedford y Cambridge, que se cerró a pesar de que Beeching recomendó su mantenimiento).

### Aceptación de subvenciones ferroviarias
Hacia 1968, los ferrocarriles no habían vuelto a ser rentables y, para muchos, el enfoque de Beeching parecía haber fracasado. Se ha sugerido que al cerrar casi un tercio de la red, Beeching logró un ahorro de solo 30 millones de libras, mientras que las pérdidas totales superaban los 100 millones por año. Sin embargo, los ahorros reales generados por los cierres son casi imposibles de calcular. Posteriormente, el Ministerio de Transporte estimó que los costos operativos ferroviarios se habían reducido en más de 100 millones de libras a raíz del Informe Beeching, pero que gran parte de esta cantidad se había absorbido por el aumento de los salarios. Algunos de los ramales cerrados actuaban como alimentadores de las líneas principales, y ese tráfico se perdió cuando se cerraron. La importancia financiera de este hecho es discutible, ya que más del 90 % del tráfico ferroviario de 1960 se realizó en líneas que permanecían abiertas diez años después.
Independientemente de las cifras, hacia finales de la década de 1960 se hizo cada vez más claro que los cierres ferroviarios no estaban sacando al sistema ferroviario del déficit, y era poco probable que lo hicieran alguna vez. La ministra de Transportes Barbara Castle decidió que algunos servicios ferroviarios, que no podían pagar su trayecto pero tenían un papel social valioso, debían ser subvencionados. La legislación que lo permitía se introdujo en el Acta de Transporte de 1968 (la sección 39 disponía que el Tesoro pagaría un subsidio por un período de tres años), pero la disposición fue derogada más tarde por la Ley de Ferrocarriles de 1974. Se desconoce si estos subsidios afectaron al tamaño de la red: los criterios para subvencionar a las líneas deficitarias no habían cambiado, y simplemente se modificó la forma en que sus costos aparecían en las cuentas de los ferrocarriles. Anteriormente, su contribución a la pérdida general de los ferrocarriles estaba oculta en el déficit total.

### Autobuses de reemplazo y alternativas propuestas
La política de bustitution que reemplazó los servicios ferroviarios por autobuses también fracasó. En muchos casos, los servicios de autobús de reemplazo eran más lentos y menos eficientes que los trenes que debían reemplazar, por lo que eran impopulares. Los servicios de autobús de reemplazo a menudo se localizaron en las antiguas estaciones ya en desuso (que en muchos casos estaban a cierta distancia de los centros de población a los que servían), perdiendo así cualquier ventaja potencial sobre el servicio ferroviario cancelado. La mayoría de los servicios de autobús de reemplazo duraron menos de dos años antes de que fueran eliminados debido a la falta de rentabilidad, dejando gran parte del país sin transporte público.
La suposición en ese momento era que los propietarios de automóviles conducirían hasta el punto de partida del ferrocarril más cercano (que generalmente era el punto de conexión al que accedía el ramal cerrado) para continuar su viaje en tren. En la práctica, habiendo salido de casa en coche, la gente lo utilizaba a lo largo del trayecto completo. Sucedía algo similar con el transporte de mercancías: sin ramales, la capacidad de los ferrocarriles para transportar mercancías "puerta a puerta" se redujo drásticamente. Al igual que en el modelo de pasajeros, se supuso que los camiones recogerían las mercancías y las transportarían a la terminal de ferrocarril más cercana, donde cruzarían el país en tren, se descargarían en otro camión y se llevarían a su destino. Pero el desarrollo de la red de autopistas, la aparición de los contenedores, las mejoras en los camiones y los costes económicos de tener dos puntos de carga y descarga combinados hicieron que el transporte por carretera de larga distancia fuese una alternativa más viable.
Muchas de las líneas cerradas habían funcionado con solo un pequeño déficit. En algunos casos, como la línea de Sunderland-a-West Hartlepool, los costos de operación se reducían a tan solo 291 libras por milla. Los cierres de tales líneas con pérdidas a pequeña escala supusieron poca diferencia en el déficit general.
Beeching atacó los posibles cambios en las operaciones para implantar ferrocarriles ligeros, y escribió: "La tercera sugerencia, que plantea que los trenes deberían sustituirse por ferrobuses, ignora el alto costo de disponer de la ruta por sí misma, y también ignora el hecho de que los ferrobuses son vehículos más caros que los autobuses de carretera". Hay poco en el informe Beeching que recomiende economías generales (en costos de administración, prácticas laborales, etc.). Por ejemplo, varias de las estaciones que estaban cerradas tenían personal completo 18 horas del día, en líneas controladas por múltiples cajas de señales de la época victoriana (nuevamente con personal completo, a menudo durante todo el día). Los costos operativos podrían haberse reducido reduciendo el personal y eliminando los servicios redundantes en estas líneas mientras se mantenían abiertas las estaciones. Desde entonces, British Rail y sus compañías sucesoras han logrado reducir los costes con éxito en líneas menos utilizadas que sobrevivieron a los cierres, como la Línea del Este de Suffolk de Ipswich a Lowestoft, que sobrevive como un "ferrocarril básico".
La Línea de Marshlink entre Ashford International y Hastings, amenazada de cierre en el Informe Beeching, ahora se considera importante debido a la apertura del Túnel del Canal y de su línea de alta velocidad. El tráfico en la Línea de Golden Valley de vía única entre Kemble y Swindon y la Línea de Cotswold entre Oxford y Worcester han visto aumentado su nivel de tráfico significativamente, y ahora se ha restablecido la vía doble en la Línea de Golden Valley, en parte para facilitar una ruta de desvío durante la electrificación y otras obras en la Línea del Túnel del Severn.

### Consideraciones políticas
Los conservadores aumentaron su mayoría en la Cámara de los Comunes en las elecciones generales del 8 de octubre de 1959, las primeras con Harold Macmillan como primer ministro. Ernest Marples, anteriormente Administrador General de Correos, fue nombrado Ministro de Transporte dos semanas después en una reorganización del gabinete. Macmillan lo calificó como el chico de clase trabajadora del norte que había ganado una beca a una grammar school, uno de los dos únicos "hombres hechos a sí mismos" de su gabinete.
Marples tenía antecedentes en una exitosa empresa de construcción de carreteras. Al inaugurar la Autopista M1, dijo: "Esta autopista inicia una nueva era en los viajes por carretera. Está en consonancia con la audaz era científica en la que vivimos. Es un arma poderosa para agregar a nuestro sistema de transporte". Su asociación con la empresa de construcción de alto perfil Marples Ridgway se convirtió en un motivo de preocupación tanto para el público como para los políticos. Como es costumbre, renunció como director de la empresa en 1951 al convertirse en ministro subalterno, pero solo enajenó en 1960 sus acciones en la empresa, después de que esta ganara un contrato para construir el acceso elevado de Hammersmith, cuando se le hicieron preguntas al respecto tanto en medios de comunicación como en la Cámara de los Comunes el 28 de enero de 1960, hizo una declaración a la Cámara ese mismo día confirmando que la venta de acciones estaba en marcha y se completaría "muy pronto", y señaló que como parte del acuerdo podría ser obligado a recomprar las acciones al comprador al precio original después de que cesara en su cargo, si así lo deseaba el comprador. Si bien se informó que vendió las acciones a su esposa, ella negó en una entrevista con el periódico que se hubiera realizado transacción alguna. Se informó que había transferido sus acciones a un fideicomiso en el extranjero. En julio de 1964, Marples Ridgway and Partners Limited recibió un contrato de 4,1 millones de libras esterlinas para la extensión de la "Autopista Urbana de Hendon" como parte de la M1, en el mismo año en que el Grupo Bath y Portland se hizo cargo de la empresa. No hubo evidencia de irregularidades por parte de nadie en este ni en ninguno de los otros contratos adjudicados a la empresa durante su mandato. Sin embargo, generó una sensación de inquietud, sobre todo dentro del sector ferroviario.
En abril de 1960, Sir Ivan Stedeford estableció un grupo asesor conocido como el Comité Stedeford a solicitud de Harold Macmillan para informar sobre el estado de la Comisión de Transporte Británica y hacer recomendaciones. Ernest Marples le pidió a Sir Ewart Smith, ex ingeniero jefe jubilado de Imperial Chemical Industries (ICI), que se convirtiera en miembro de un grupo asesor. Smith se negó, pero recomendó a Richard Beeching en su lugar, una sugerencia que aceptó Marples. Beeching, doctor en Física, había sido designado miembro del consejo de ICI a la edad de 43 años. El comité estaba formado por figuras de alto nivel en empresas británicas, pero ninguno de sus miembros tenía conocimiento previo o experiencia en la industria ferroviaria. Stedeford y Beeching se enfrentaron en varios temas, pero el tamaño futuro del sistema ferroviario no era uno de ellos. A pesar de todas las sospechas que despertó, el comité tuvo poco que decir al respecto y el gobierno ya estaba convencido de la necesidad de reducir el tamaño de la red ferroviaria. A pesar de que se hicieron preguntas en el Parlamento, el informe de Sir Ivan no se publicó en ese momento. En diciembre de 1960 se hicieron preguntas en la Cámara de los Lores acerca de este grupo de estudio "secreto" y "oculto". Más tarde se sugirió que Stedeford había recomendado que el gobierno debería establecer otro organismo "para considerar el tamaño y el patrón del sistema ferroviario requerido para satisfacer las necesidades actuales y previsibles, a la luz de los desarrollos y tendencias en otras formas de transporte... . y otras consideraciones pertinentes".
Marples luego nombró a Beeching como presidente de la Comisión de Transporte Británica en marzo de 1961. Recibiría el mismo salario anual que ganaba en ICI, la controvertida suma de 24.000 libras (unas 568,000 en términos de 2021), 10.000 libras más que Sir Brian Robertson, el anterior presidente de BTC, 14.000 libras más que el primer ministro Harold Macmillan, y dos veces y media más que el salario de cualquier jefe de una industria nacionalizada por entonces. En ese momento, el gobierno buscaba talento externo para resolver los enormes problemas de la red ferroviaria y confiaba en que podría hacer que los ferrocarriles se pagaran solos, pero su salario, 35 veces superior al de muchos trabajadores ferroviarios, ha sido descrito como un "desastre político".
El Acta de Transporte de 1962 disolvió el la Comisión de Transporte Británica (BTC), que había supervisado los ferrocarriles, los canales y el transporte de mercancías por carretera y estableció la Junta de Ferrocarriles Británicos, que asumió el encargo el 1 de enero de 1963, con el Dr. Beeching como su primer presidente. La ley adoptó medidas que simplificaron el proceso de cierre de vías férreas al eliminar la necesidad de escuchar en detalle los pros y los contras de cada caso. Se describió como "la pieza legislativa más trascendental en el campo de la ley ferroviaria que se ha promulgado desde la Ley de Tráfico de Ferrocarriles y Canales de 1854".
Las elecciones generales de octubre de 1964 devolvieron a los laboristas al poder, con Harold Wilson como primer ministro después de 13 años de gobierno conservador. Durante la campaña electoral, los laboristas prometieron detener los cierres ferroviarios si eran elegidos, pero rápidamente dieron marcha atrás y luego supervisaron algunos de los cierres más controvertidos. Tom Fraser fue nombrado Ministro de Transporte, pero fue reemplazado por Barbara Castle en diciembre de 1965. Castle publicó un mapa en 1967, denominado Red para el Desarrollo, que mostraba el sistema ferroviario "estabilizado" en alrededor de 11.000 millas de líneas férreas (17.700 km).
La sección 39 de la Ley de Transportes de 1968 preveía el pago de subvenciones en relación con las líneas y servicios que registraban pérdidas, pero muchos de los servicios y líneas ferroviarias que habrían calificado ya se habían cerrado. Esta legislación salvó varios ramales y servicios locales.
Después de 1970, cuando los conservadores recuperaron el poder, se pensó seriamente en un nuevo programa de cierres, pero resultó políticamente imposible. En 1982, bajo el gobierno de Margaret Thatcher, Sir David Serpell, un funcionario que había trabajado con Beeching, compiló el Informe Serpell que decía que solo se podría lograr un ferrocarril rentable cerrando gran parte de lo que quedaba. La infame "Opción A" del informe proponía aumentar considerablemente las tarifas y reducir la red ferroviaria a escasamente 1630 millas (2623,2 km), dejando solo 22 millas (35,4 km) de ferrocarril en Gales (una sección de la Línea Principal del Sur de Gales desde el túnel del Severn a Cardiff Central) y ninguno en Somerset, Devon o Cornualles. Se planeó cerrar la Línea Principal de Midland, dejando a Leicester y Derby sin un enlace ferroviario, mientras que la Línea Principal de la Costa Este, parte del enlace clave Londres/Edimburgo, estaba destinada a cortarse al norte de Newcastle. El informe se publicó el 20 de enero de 1983 y recibió una reacción violenta inmediata de los medios. Se archivó en silencio en el camino hacia las elecciones de 1983.
Ian Hislop comenta que la historia ha sido algo cruel con el "funcionario más odiado de Gran Bretaña", al olvidar que Beeching propuso un servicio de autobús mucho mejor que el que los ministros nunca habilitaron, y que de alguna manera estaba acostumbrado a hacer su "trabajo sucio". Hislop lo describe como "un tecnócrata [que] no estaba abierto a la discusión sobre las nociones románticas de la Inglaterra rural o la urdimbre y la trama del tren en nuestra identidad nacional. No comulgó con ninguna de estas ideas. Fue por su enfoque directo de pérdidas y ganancias, y algunos afirman que todavía estamos tambaleándonos por este motivo hoy en día". Beeching no se arrepintió de su papel en el cierre de líneas: "Supongo que siempre me verán como el hombre del hacha, pero fue una labor de cirugía, no un corte realizado a lo loco".
El 7 de junio de 2019, el exministro de Transporte Andrew Adonis pronunció un discurso sobre "Revertir a Beeching".

## Reaperturas

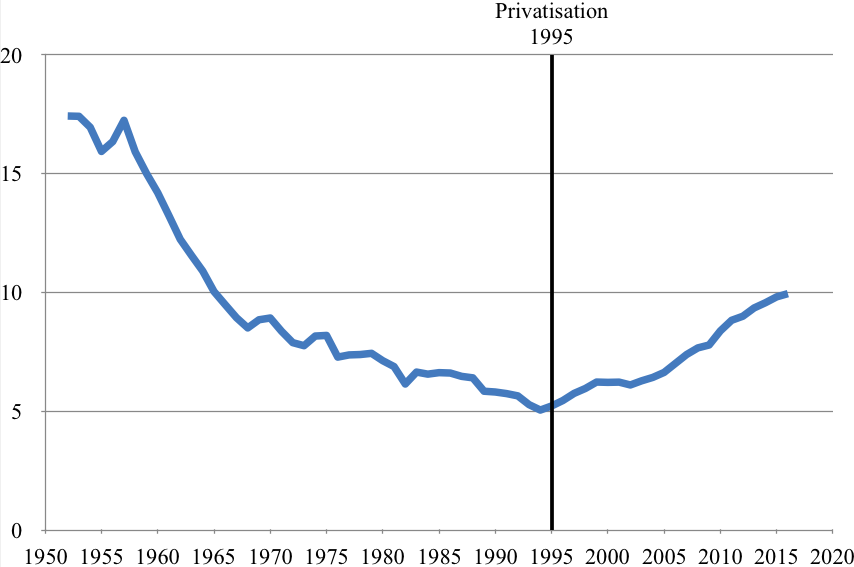
Cuota modal ferroviaria 1952-2015

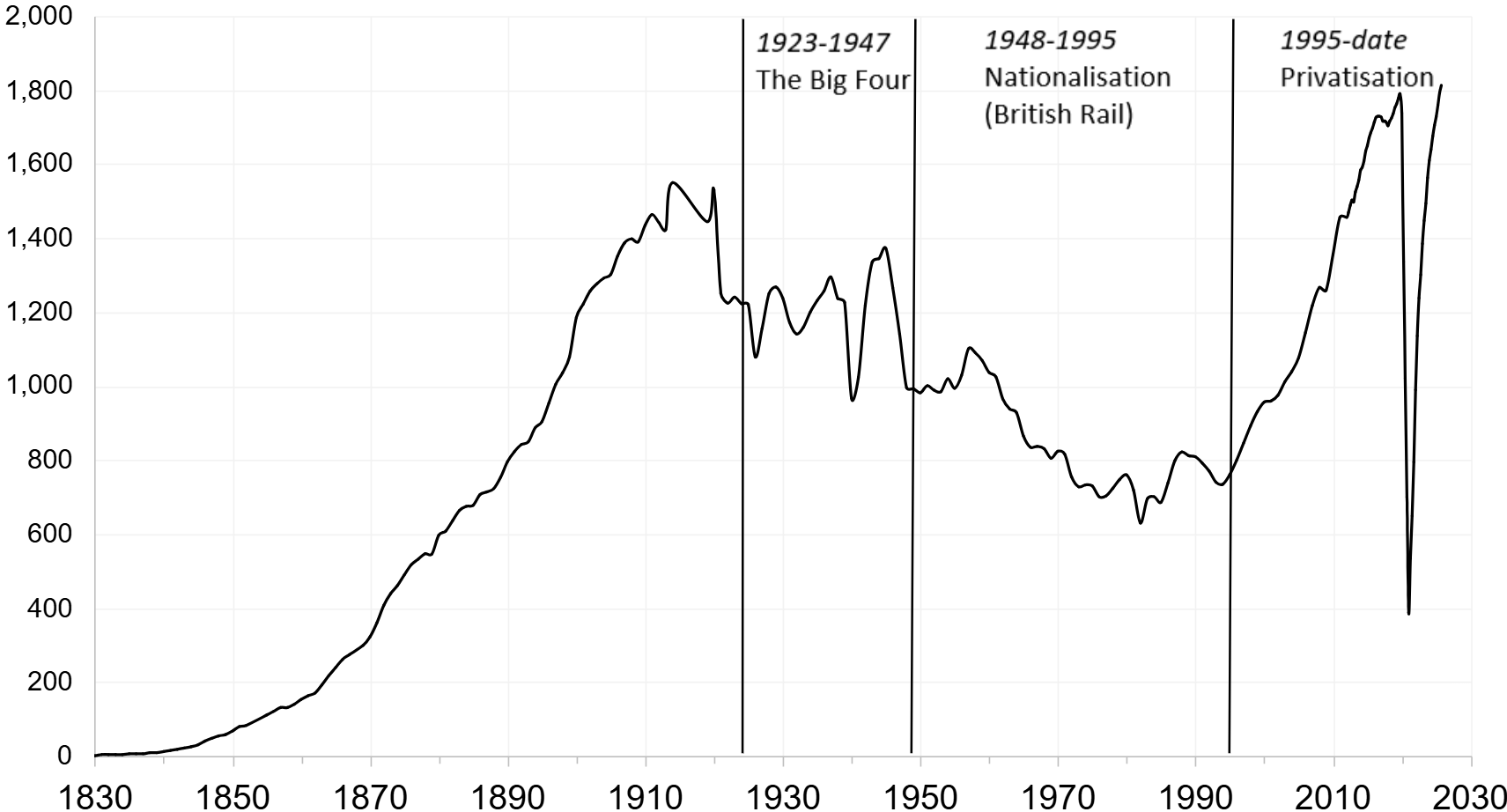
Pasajeros de ferrocarril en Gran Bretaña (1829-2023)

Desde los cierres de Beeching, los niveles de tráfico rodado han crecido significativamente, pero desde la privatización del ferrocarril a mediados de la década de 1990 se han registrado niveles récord de pasajeros en los ferrocarriles debido a la preferencia por vivir en ciudades más pequeñas y en áreas rurales y, a su vez, viajar distancias más largas (aunque este efecto es objeto de discusión). Se han revertido algunos de los cierres ferroviarios, pero a pesar del aumento considerable de los viajes por ferrocarril desde mediados de la década de 1990, la participación del transporte ferroviario en el mercado total del transporte de pasajeros sigue siendo inferior a la de principios de la década de 1960, siendo el transporte por carretera el modo predominante: la cuota de mercado del ferrocarril era del 13% en 1961, 6% en 1991 y 2001, y del 10% en 2014.
Algunas estaciones se han reabierto y los servicios de pasajeros se han restablecido en algunas líneas donde se habían eliminado.

### Ferrocarriles patrimoniales
Algunas líneas cerradas bajo los cortes de Beeching se han reabierto como ferrocarriles patrimoniales privados, como en el caso del Ferrocarril del Este de Lancs, el Ferrocarril de Mid Hants, el Ferrocarril del Norte de Yorkshire Moors, el Ferrocarril del Norte de Norfolk y el Ferrocarril del Oeste de Somerset.

## En la cultura popular
- Flanders y Swann, escritores e intérpretes de canciones satíricas, compusieron un lamento en verso criticando los cortes de Beeching titulado "Slow Train" (1963).
- El libro de Michael Williams On the slow train toma su nombre de la canción de Flanders y Swann. Celebra doce de los viajes más hermosos e históricos de Gran Bretaña, algunos de los cuales se salvaron de los cierres de Beeching.[58] Perpetuó el mito de que los cierres de Beeching afectaron únicamente a los ramales rurales adormecidos, pero en realidad también afectaron a líneas "industriales" y de cercanías muy utilizadas.
- La serie de comedia de televisión de la BBC Oh, Doctor Beeching!, emitida entre 1995 y 1997, se desarrollaba en una pequeña estación de ferrocarril de un ramal ficticio amenazado de cierre debido a los cortes de Beeching.
- En la revista satírica Private Eye, la columna "Signal Failures" sobre cuestiones ferroviarias está escrita bajo el seudónimo de "Dr. B. Ching".
- La letra de la canción del grupo I Like Trains titulada "The Beeching Report" es una crítica al Dr. Beeching y a sus cierres de líneas ferroviarias.[59]

## Cierres por año

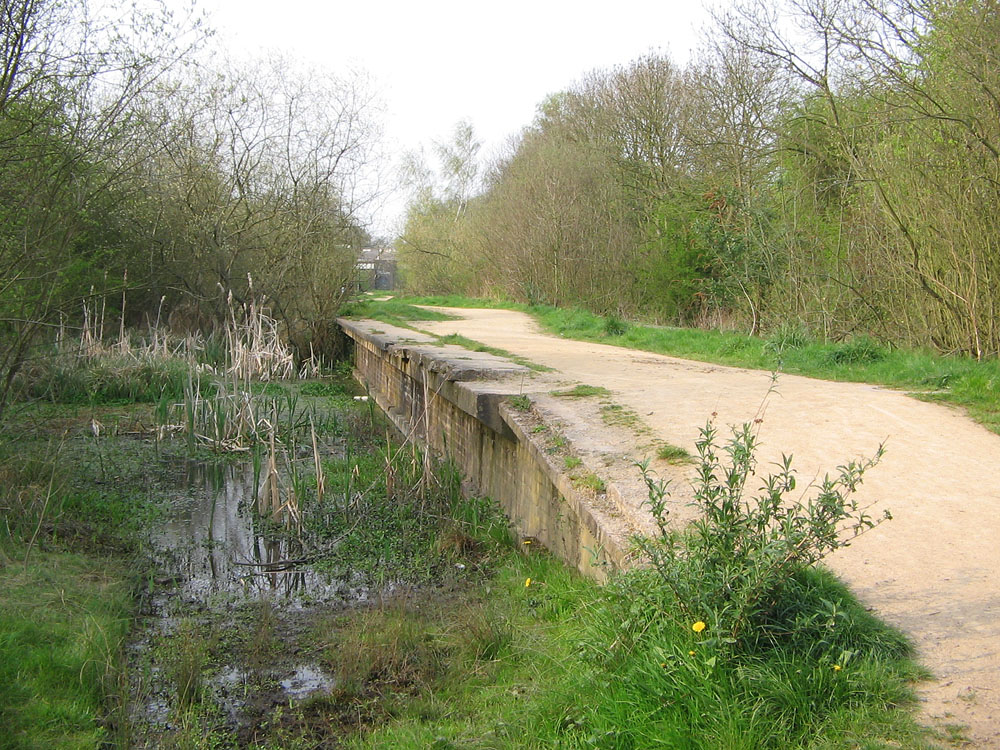
Los restos de la Estación Central de Rugby en el antiguo Ferrocarril Gran Central

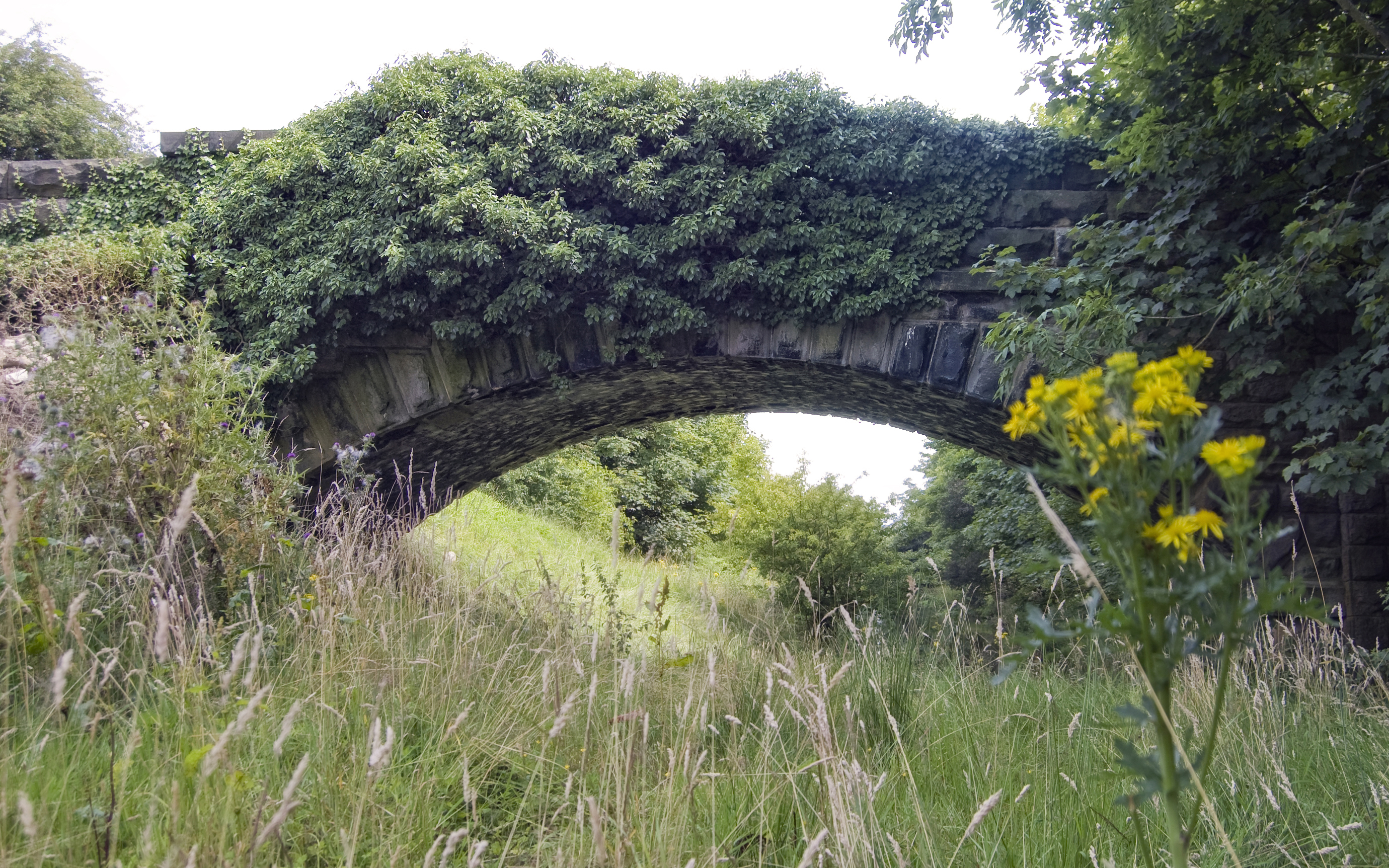
Un puente de piedra abandonado cruza sobre la ruta del Ferrocarril de Conexión de Otley e Ilkley a través de Otley, que se cerró en 1965

La siguiente lista muestra más de 7000 millas (11 300 km) de cierres:
| Año                              | Longitud total cerrada  |
| -------------------------------- | ----------------------- |
| 1950                             | 150 millas (241,4 km)   |
| 1951                             | 275 millas (442,6 km)   |
| 1952                             | 300 millas (482,8 km)   |
| 1953                             | 275 millas (442,6 km)   |
| 1954 a 1957                      | 500 millas (804,7 km)   |
| 1958                             | 150 millas (241,4 km)   |
| 1959                             | 350 millas (563,3 km)   |
| 1960                             | 175 millas (281,6 km)   |
| 1961                             | 150 millas (241,4 km)   |
| 1962                             | 780 millas (1255,3 km)  |
| Publicación del Informe Beeching |                         |
| 1963                             | 324 millas (521,4 km)   |
| 1964                             | 1058 millas (1702,7 km) |
| 1965                             | 600 millas (965,6 km)   |
| 1966                             | 750 millas (1207,0 km)  |
| 1967                             | 300 millas (482,8 km)   |
| 1968                             | 400 millas (643,7 km)   |
| 1969                             | 250 millas (402,3 km)   |
| 1970                             | 275 millas (442,6 km)   |
| 1971                             | 23 millas (37,0 km)     |
| 1972                             | 50 millas (80,5 km)     |
| 1973                             | 35 millas (56,3 km)     |

Después de este período, se produjeron algunos cierres "residuales" incluidos en los planes de Beeching: Bridport a Maiden Newton (en 1975), Alston a Haltwhistle (en 1976), y Woodside a Selsdon (en 1983).